# Kanada vasúti közlekedése

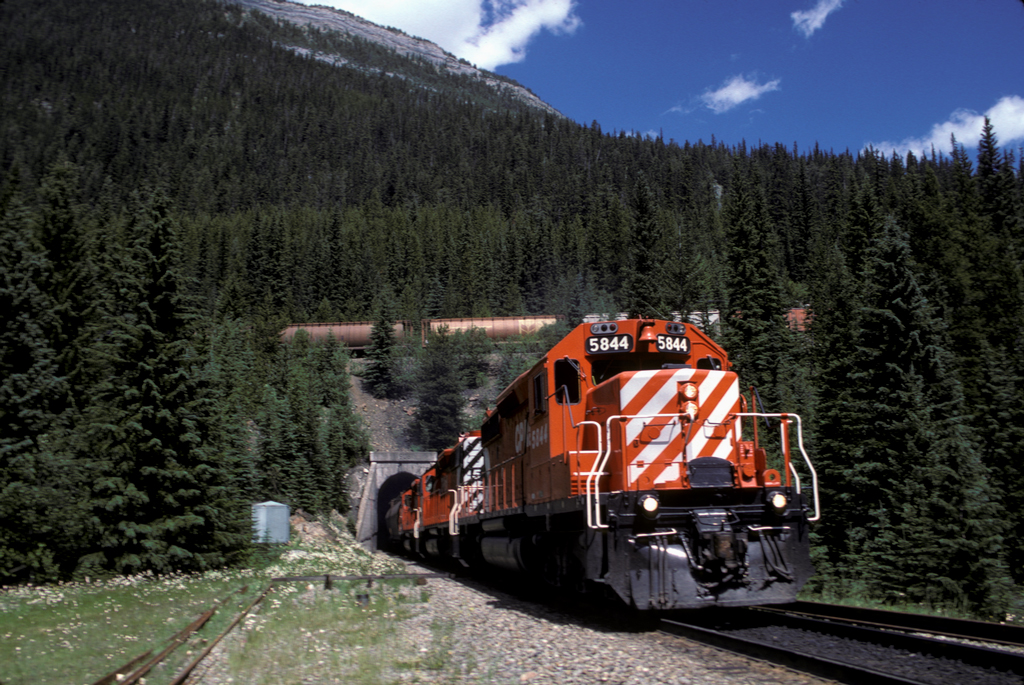
Vasúti alagút Kanadában, az alagútkapu felett haladó kocsik még az alagútból kibújó szerelvényhez tartoznak!

Kanada vasúthálózatának hossza 77 932 km, melyből 129 km villamosított. A vasutak normál nyomtávolságúak (1435 mm), csak néhány erdei és bányavasút keskeny nyomtávú. Torontóban és néhány városban vannak még eltérő nyomtávú metrók és városi vasutak, de ezek csak szigetszerűen helyezkednek el. A teherforgalom jelentősebb, mint a személyforgalom. A teherszállítás két nagy magántársaság, a Canadian National és Canadian Pacific Railway kezében van. A távolsági személyszállítást a Via Rail végzi.

## Történelem
Az első kanadai vasutat, a Champlain and Saint Lawrence Railroad vonalát 1836-ban nyitották meg Montreal mellett. 1849-ig nem indult meg a vasúti rendszer erőteljes bővítése, amíg az 1849-es garanciatörvény garantálta a 121 km-nél hosszabb vasútvonalak kötvényhozamát. Ez a kanadai vasutak gyors terjeszkedéséhez vezetett, néha túlzott növekedéshez, mivel gazdaságtalan vonalakat építettek, mivel a kormány garantálta a nyereséget.
Ez azonban katasztrofálisnak bizonyult az államháztartás szempontjából, és a kanadaiak a támogatások miatt szinte csődbe mentek. A korszak legnagyobb vasúti projektje is katasztrófa volt. A Montrealt Sarniával összekötő Grand Trunk Railway 1860-ban készült el, de hatalmas adósságok sújtották. A vállalat megmentéséért cserébe a kormány megszabadult a vasúti kötvényekre vállalt garanciájától.
A kanadai konföderációt részben a vasút tette lehetővé. A különálló gyarmati kormányok szinte teljesen kiürítették kincstárukat a vasútépítéssel, és új, stabilabb finanszírozási módszerre volt szükség. Úgy vélték továbbá, hogy az egyesülés lehetővé teszi a Brit Észak-Amerikát összekötő vasutak szükséges megépítését. A Maritimes csak azért csatlakozott, mert ígéretet tettek az interkoloniális vasútvonal megépítésére, Brit Columbia pedig csak azért, mert ígéretet tettek egy transzkontinentális vasútvonal megépítésére.
A kormány megtanulta a leckét, és ezeket a vasutakat nem garanciákból finanszírozták. Inkább az Intercolonial építését teljes mértékben a kormány ellenőrizte Sir Sanford Fleming irányítása alatt.
A Csendes-óceánhoz vezető vasút, a Canadian Pacific finanszírozása magánforrásokból és a kanadai prérin található hatalmas földtulajdonok (amelyek nagy része a vasút megérkezéséig nem volt nagy értékű), 25 millió dollár készpénz és garantált monopólium révén történt. A vasútvonal, egy mérnöki csoda, amely akkoriban a világ leghosszabb vasútja volt, 1885-ben készült el, nagy felhajtás közepette.
A kanadai gazdaság fellendülése 1900 után két új transzkontinentális vasútvonal építésének terveihez vezetett. A Canadian Northern, a préri északi részét lefedő sikeres rendszer, és a Grand Trunk (a Grand Trunk Pacific leányvállalatán keresztül) egyaránt ambiciózus terjeszkedési terveket indított. A kormány eleinte arra ösztönözte őket, hogy egyezzenek meg, és csak egy új hálózatot építsenek, de végül nem született megállapodás, és a kormány mindkét rendszer bővítését támogatta. A szövetségi kormány maga építette meg a National Transcontinental vonalat, amely a New Brunswick állambeli Monctontól Quebec Cityn keresztül Winnipegig vezetett, a Kanadai Pajzs hatalmas és lakatlan hátországán keresztül.
Ez az agresszív terjeszkedés katasztrofálisnak bizonyult, amikor az első világháború kitörésével a bevándorlás és a tőkeellátás szinte teljesen megszűnt. A Canadian Northern, a Grand Trunk Pacific és a Grand Trunk vállalatokat a szövetségi kormány államosította, amely átvállalta a több mint kétmilliárd dolláros adósságot. Mindhárom vasút, valamint a Canadian Government Railways (amelyet az Intercolonial, a National Transcontinental és több kisebb vonal alkotott) 1918 és 1923 között a Canadian National Railwaysbe olvadt.
Az első világháborút követő években a vasúthálózat csak mérsékelten bővült, és a nagy vasutak kora véget ért Kanadában. Az 1920-as évekre az autó erős konkurenciát jelentett, a második világháború után pedig a legtöbb utas az autók és a légitársaságok kezébe került. A háború utáni időszakban több nagy erőforrású vonalat nyitottak Quebecben, Labradorban és Brit Columbiában - ezek közül több nem kapcsolódik közvetlenül az észak-amerikai főhálózathoz.
1978-ban a kormány létrehozta a Via Railt, amely átvette az ország összes országos személyszállítási szolgáltatását. 1987-ben a Nemzeti Közlekedési Törvény részben deregulálta a kanadai vasúti ipart, és megszüntette a bürokrácia nagy részét, amellyel a vasutak szembesültek, amikor megpróbálták feladni a veszteséges vonalakat; azonban az NTA-t ma már inkább kudarcnak tekintik, mivel a vasutak csupán első menedékként használták a jogszabályt, miután egy vonalat „kivonták a forgalomból”, nem pedig utolsó menedékként, miután megpróbáltak egy rövid vonalra vevőt találni. 1995 novemberében a szövetségi kormány privatizálta a CN-t, és 1996-ban a kormány az NTA 1987-es hiányosságait a kanadai közlekedési törvénnyel korrigálta, amely teljesebben deregulálta a vasúti ágazatot.

## Vasúti kapcsolata más országokkal
- USA - van, azonos nyomtávolság (1435 mm)